# Bit za sekundu
Bit za sekundu (b/s, nebo také bps z anglického bit per second) je jednotka přenosové rychlosti. Jednotka udává, kolik bitů informace je přeneseno za jednu sekundu.

## Bitrate
V telekomunikacích a výpočetní technice bitrate (někdy psáno bit rate, data rate nebo jako proměnná Rbit) je počet bitů, které jsou zprostředkovány nebo zpracovány během časové jednotky. Bit rate je často použit jako synonymum termínu rychlosti připojení, přenosové rychlosti, kanálové kapacity, maximální propustnost a digitální vlnový rozsah kapacity komunikačních systémů.
V digitálních multimédiích je bit rate počet bitů použitých za jednotku času k vyjádření nepřetržitého média jako je audio nebo video po zdrojovém kódování (datové kompresi). V tomto smyslu je to korespondováno jako termín digitálního rychlostního odbytu nebo goodput.

## Násobky jednotky
- Kilobit za sekundu (kbit/s, kb/s, nebo kbps) – 1 kb/s = 1 000 b/s. Někdy bývá tato jednotka chápána jako 1024 b/s podle původního zvyku označovat 1 kb jako 1024 b (viz binární předpony).
- Megabit za sekundu (Mbit/s, Mb/s, nebo Mbps) – 1 Mb/s = 1 000 000 b/s. Někdy bývá tato jednotka chápána jako 1 048 576 b/s podle původního zvyku označovat 1 Mb jako 1024 kb
- Gigabit za sekundu (Gbit/s, Gb/s, nebo Gbps) – 1 Gb/s = 1 000 000 000 b/s. Někdy bývá tato jednotka chápána jako 1 073 741 824 b/s podle původního zvyku označovat 1 Gb jako 1024 Mb
- Kibibit za sekundu (Kibit/s, Kib/s, nebo Kibps) – nová jednotka přenosové rychlosti, 1 Kib/s = 1 024 b/s.
- Mebibit za sekundu (Mibit/s, Mib/s, nebo Mibps) – nová jednotka přenosové rychlosti, 1 Mib/s = 1 048 576 b/s.
- Gibibit za sekundu (Gibit/s, Gib/s, nebo Gibps) – nová jednotka přenosové rychlosti, platí, že 1 Gib/s = 1 073 741 824 b/s.

## Související jednotky
- Bajt za sekundu (B/s) – obecná jednotka udávající přenosovou rychlost počtem přenesených bajtů. Zpravidla platí, že 1 B/s = 8 bit/s.
- Baud (Bd) – modulační rychlost (někdy také znaková rychlost) jednotka udávající počet změn stavu přenosového média za jednu sekundu. Pro některé typy modulací může platit, že 1 baud = 1 b/s, ale obecně to neplatí.

## Poznámka pro uvádění přenosové rychlosti
Při uvádění přenosové rychlosti je nutné vzít v úvahu, pro kterou vrstvu (viz OSI) tato informace platí. Pokud je uváděna rychlost např. na úrovni linkové vrstvy, rychlost na aplikační úrovni bude nižší o režii způsobenou hlavičkami paketů na jednotlivých vrstvách mezi linkovou vrstvou a aplikací.